# Bastione Fortezza
Il bastione Fortezza è uno dei sei bastioni della cerchia muraria della città di Grosseto.
Il bastione costituisce la cittadella fortificata dell'avamposto mediceo a Grosseto, ed è situato al vertice nord-orientale del tracciato murario, tra il bastione Rimembranza e il bastione Maiano.

## Storia

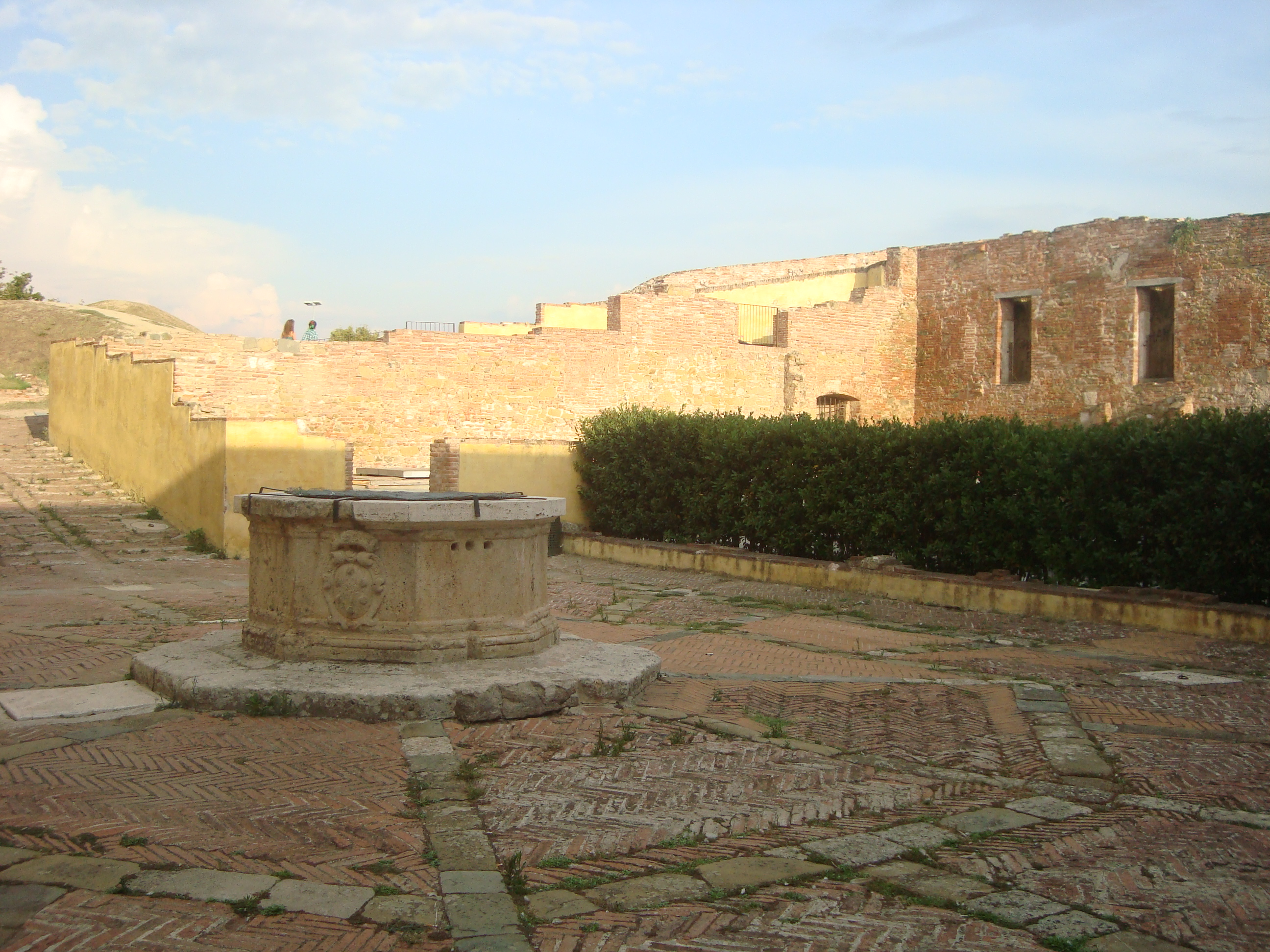
Piazza d'Armi e il pozzo della Fortezza

Il baluardo, edificato nella seconda metà del XVI secolo durante i lavori di ricostruzione delle mura, si presenta con una caratteristica forma pentagonale ed è costituito al suo interno da due bastioni secondari rivolti verso il centro storico cittadino, il baluardo della Vittoria e il baluardo di Santa Lucia; quest'ultimo delimita l'imponente mole del Cassero Senese.
Questa intera sezione della cinta muraria, chiamata in passato "Cittadella", ospitò il Distretto Militare dalla metà del XIX secolo fino a tutta la durata della seconda guerra mondiale. Recentemente, è stato completato un restauro dell'intera area che, dopo le opere di riqualificazione, è stata trasformata in un centro culturale ed espositivo, sede di numerose rassegne.

## Descrizione

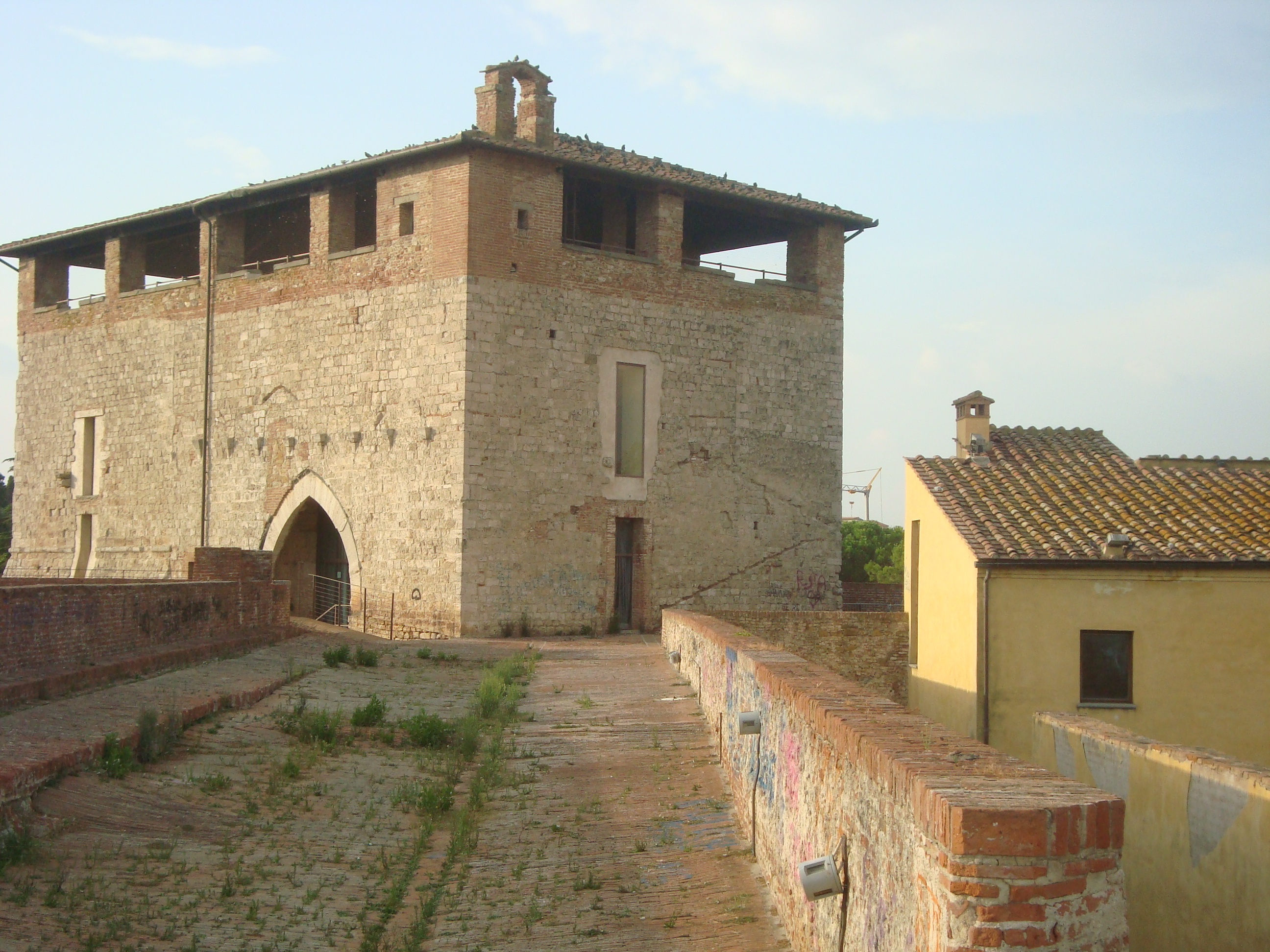
Cassero Senese sul bastione Fortezza

L'accesso alla cittadella è possibile attraverso un portone, preceduto da ponte levatoio, che si apre di fianco al baluardo di Santa Lucia. Superato il portone di accesso, si sale una rampa di scale che conduce, a sinistra, al Cassero Senese, a destra, alla piazza d'Armi ove si affaccia la cappella di Santa Barbara.